# 陈晓峰 (1973年)
陈晓峰，BBS，MH，JP（1973年—），中华人民共和国政治人物、律师，亚非法协香港区域仲裁中心主任，第十三、十四届全国人大代表。